# إل جي أوبتيموس 4X HD
إل جي أوبتيموس 4X HD (بالإنجليزية: LG Optimus 4X HD)‏ هو هاتف ذكي من مجموعة إل جي يعمل بنظام أندرويد، تم طرحه في الأسواق في يونيو 2012.

## الخصائص
- نظام التشغيل: أندرويد
- الكاميرا الأمامية: 1.3 ميجابكسل
- الكاميرا الخلفية: 8.0 ميجابكسل
- الشاشة: إل سي دي
- الوزن: 141 غ (5.0 أونصة)
- المعالج: 500 ميجا هرتز رباعي النواة
- الذاكرة: 1 جيجابايت
- التخزين: 16 جيجابايت